# Giuseppe Curcio
Pour les articles homonymes, voir Curcio.
Giuseppe Maria Curcio ou Curci (Naples, 17 juillet 1752 - Rome, 9 août 1832) est un compositeur italien.

## Biographie
Curcio a reçu sa formation musicale au Conservatoire de la Pietà dei Turchini. En 1779, il fait ses débuts en tant que compositeur d'opéra au Teatro del Fondo de Naples avec la comédie I matrimoni per inganno. Par la suite, pendant plusieurs années, il a composé plusieurs opéras, à la fois opera seria et opera buffe, principalement pour les théâtres napolitains, pour Rome et pour Florence. En 1797, il est devenu membre de l'Accademia degli Armonici et, le 11 janvier 1800, il a été nommé maître de chapelle de la cathédrale de Fermo, succédant ainsi à Giuseppe Giordani. Il a terminé ce poste en 1823, l'année où il s'est installé à Rome, où il est mort neuf ans plus tard.

## Œuvres

### Opéras
- I matrimoni per inganno (commedia per musica, livret de Giuseppe Palomba, 1779, Naples)
- Il millantatore (farsa, livret de Giuseppe Palomba, 1780, Naples)
- La scaltra in amore (dramma giocoso, livret de Pasquale Mililotti, 1780, Naples)
- I matrimoni per sorpresa (intermezzo, 1781, Rome)
- Solimano (dramma per musica, livret de Giovanni Ambrogio Migliavacca, 1782, Teatro Regio de Turin dirigé par Gaetano Pugnani avec Pietro Benedetti)
- La Nitteti (dramma per musica, livret de Pietro Metastasio, 1783, Teatro San Carlo de Naples, avec Domenico Bruni)
- Le convulsioni (farsa, livret de Giuseppe Palomba, 1787, Naples)
- Amore e Psiche (ballo eroico pantomimico per la Briseide de Ferdinando Robuschi, 1791, Naples)
- Il trionfo di Scipione in Cartagine dramma per musica, livret de C. Mazzini, 1795, Florence)
- Emira e Zopiro (dramma tragico per musica, livret de Francesco Ballani, 1795, Florence)
- La presa di Granata (dramma per musica, livret de Francesco Ballani, 1795, Livorno; anche come La conquista di Granata, 1796, Florence)
- Giulio Cesare in Egitto (dramma per musica, livret de Francesco Ballani, 1796, Rome)
- Le nozze a dispetto (commedia per musica, livret de Giuseppe Palomba, 1797, Naples)
- Zulema (Gonzalvo di Cordova) (dramma per musica, livret de O. Balsamo, 1797, Teatro San Carlo de Naples con Giuseppina Grassini et Giacomo David)
- I supposti deliri di donna Laura (burletta, 1798, Rome)
- La disfatta dei Macedoni (dramma per musica, 1798, Rome)
- Argea, ovvero Sicione liberata (dramma per musica, livret de Gian Domenico Boggio, 1799, Florence)
- Ifigenia in Aulide (dramma per musica, livret de G. Moretti, 1799, Florence)
- Il fanatico per l'astronomia (L'astronomo burlato) (dramma giocoso, 1799, Rome)
- Rome liberata (dramma per musica, livret de Francesco Ballani, 1800, Rome)
- Chi la fa la paga (burletta, 1804, Rome)
- Amazilda (dramma per musica, 1808, Rome)

### Autres œuvres
- 10 messes
- Domine Deus in do maggiore per soprano e orchestra
- 6 Credo
- 4 graduels
- 2 séquences
- 27 offertoires
- 4 leçons
- 10 antiennes
- 20 psaumes
- 24 hymnes
- 5 litanies
- 4 Magnificat
- 5 canzoni devozionali:
  - Improperii per l'adorazione della croce in si bemolle maggiore per 2 tenori e basso
  - Tua crucem adoraumus in sol maggiore per 2 tenori, basso e organo
  - Madre il periglio estremo in si maggiore per soprano, contralto, 2 tenori, basso e organo
  - Per le piaghe in fa maggiore per 2 tenori, basso e organo
  - Su quel freddo e duro sasso in sol maggiore per 2 tenori, basso e organo
- Se dal ciel alma sì bella (cantata)
- Astro novello (cantate per 2 voci, 1801, Fermo; dubbia attribuziione)
- Lungi da te l'affanno (cantate, 1803, Fermo)
- La gioia pubblica (cantate, 1808, Fermo)
- 6 sonates pour piano

## Source de la traduction
- (it) Cet article est partiellement ou en totalité issu de l’article de Wikipédia en italien intitulé « Giuseppe Curcio » (voir la liste des auteurs).